# Stephen Dade
Stephen Dade, né le 13 août 1909 à Beckenham (Grand Londres), mort en 1975 dans le Kent (date et lieu de décès à préciser), est un directeur de la photographie anglais, membre de la BSC.

## Biographie
Au cinéma, Stephen Dade débute comme deuxième assistant opérateur en 1927 et devient cadreur sur quatre films britanniques des années 1930, dont trois réalisés par Alfred Hitchcock (ex. : Agent secret en 1936).
Son premier film comme chef opérateur sort en 1940. Suivent soixante-quatre autres (majoritairement britanniques) à ce poste, le dernier sorti en 1969. Mentionnons Christophe Colomb de David MacDonald (1949, avec Fredric March et Florence Eldridge), Les Chevaliers de la Table ronde (film américain, 1953, avec Robert Taylor et Ava Gardner) et Zoulou de Cy Endfield (1964, avec Stanley Baker et Michael Caine).
À la télévision, entre 1956 et 1972 (année où il se retire), Stephen Dade est directeur de la photographie sur sept séries, dont L'Homme à la valise (douze épisodes, 1967-1968) et Chapeau melon et bottes de cuir (deux épisodes, 1968).

## Filmographie partielle
(comme directeur de la photographie, sauf mention contraire)

### Cinéma
- 1936 : Quatre de l'espionnage (Secret Agent) d'Alfred Hitchcock (cadreur)
- 1936 : Agent secret (Sabotage) d'Alfred Hitchcock (cadreur)
- 1937 : Jeune et innocent (Young and Innocent) d'Alfred Hitchcock (cadreur)
- 1943 : Get Cracking (en) de Marcel Varnel
- 1945 : A Place of One's Own de Bernard Knowles
- 1946 : Caravane (en) (Caravan) d'Arthur Crabtree
- 1947 : The Brothers (en) de David MacDonald
- 1947 : Dear Murderer d'Arthur Crabtree
- 1948 : Les Ailes brûlées (en) (Good-Time Girl) de David MacDonald
- 1949 : Don't Ever Leave Me (en) d'Arthur Crabtree
- 1949 : Christophe Colomb (Christopher Columbus) de David MacDonald
- 1949 : Les Amours de Lord Byron (The Bad Lord Byron) de David MacDonald
- 1950 : Le Temps des valses (The Dancing Years) d'Harold French
- 1951 : The Late Edwina Black (en) de Maurice Elvey
- 1952 : Ivanhoé (Ivanhoe) de Richard Thorpe (prises de vues additionnelles)
- 1953 : Mogambo de John Ford (prises de vues additionnelles)
- 1953 : Sa dernière mission (Appointment in London) de Philip Leacock
- 1953 : Les Chevaliers de la Table ronde (Knights of the Round Table) de Richard Thorpe
- 1954 : The Sea Shall Not Have Them (en) de Lewis Gilbert
- 1956 : La Croisée des destins (Bhowani Junction) de George Cukor (prises de vues additionnelles)
- 1958 : A Question of Adultery (en) de Don Chaffey
- 1959 : Trahison à Athènes (The Angry Hills) de Robert Aldrich
- 1960 : Les Combattants de la nuit (A Terrible Beauty) de Tay Garnett
- 1961 : Double Bunk (en) de C.M. Pennington-Richards
- 1961 : Le Cadavre qui tue (Doctor Blood's Coffin) de Sidney J. Furie
- 1962 : Design for Loving (en) de Godfrey Grayson
- 1964 : Zoulou (Zulu) de Cy Endfield
- 1965 : The Crooked Road (en) de Don Chaffey
- 1965 : La Cité sous la mer (The City Under the Sea) de Jacques Tourneur
- 1965 : Night Caller from Outer Space (en) de John Gilling
- 1967 : The Vulture (en) de Lawrence Huntington
- 1967 : La Reine des Vikings (The Viking Queen) de Don Chaffey

### Séries télévisées
- 1958 : Ivanhoé (Ivanhoe), saison unique, épisode 1 La Libération des serfs (Freeing the Serfs)
- 1967-1968 : L'Homme à la valise (Man in a Suitcase), saison unique, épisode 18 Les Souliers du mort (Dead Man's Shoes), épisode 19 Le Secret (The Whisper) de Charles Crichton, épisode 20 Des apprentis tueurs (Essay in Evil) de Freddie Francis, épisode 21 Pourquoi tuer Nolan ? (Why They Killed Nolan) de Charles Crichton, épisode 22 La Preuve (Barden of Proof), épisode 24 Vente aux enchères (Property of a Gentleman), épisode 25 Un inconnu (No Friend of Mine) de Charles Crichton, épisode 26 Quelle direction, McGill ? (Which Way Did He Go, McGill?) de Freddie Francis, épisode 27 Les Révolutionnaires (The Revolutionaries), épisode 28 Trois clins d'œil (Three Blinks of the Eyes) de Charles Crichton, épisode 29 Le Château dans les nuages (Castle in the Clouds), et épisode 30 L'Avion pour Andorre (Night Flight to Andorra) de Freddie Francis
- 1968 : Chapeau melon et bottes de cuir, première série (The Avengers), saison 6, épisode 10 Je vous tuerai à midi (Noon Doomsday) de Peter Sykes et épisode 13 Mais qui est Steed ? (They Keep Killing Steed) de Robert Fuest
- 1972 : Les Éclaireurs du ciel (The Pathfinders), saison unique, épisode 3 Fog de Don Chaffey